# چکیاراجو
چکیاراجو (به اسپانیایی: Chequiaraju) یک کوه در پرو است که در منطقه انکاش واقع شده‌است. چکیاراجو ۵٬۲۸۶ متر بالاتر از سطح دریا واقع شده‌است.